# Primo Volpi
Primo Volpi (* 26. April 1916 in Castiglione d’Orcia; † 28. November 2006 in Empoli) war ein italienischer Radrennfahrer.

## Sportliche Laufbahn
Volpi war das älteste Kind seiner Eltern und hatte acht Geschwister. 1933 begann er mit dem Radsport und wurde Mitglied im Verein Sana di Siena. 1938 wurde er Unabhängiger, später dann Berufsfahrer. Er blieb bis 1957 aktiv. Sein erster großer Erfolg war ein Etappensieg im Giro 1940, wo er für das Radsportteam Legnano antrat. 1943 siegte er in den Rennen Gran Premio di Roma und Turin–Biella. 1949 folgten Etappensiege in der Sizilien-Rundfahrt und im Giro del Lazio. 1950 gewann er eine Reihe von Rennen, darunter Etappen der Nord-Afrika-Rundfahrt und der Belgien-Rundfahrt für Unabhängige. 1951 gewann er die Katalonien-Rundfahrt, wobei er auch eine Etappe für sich entscheiden konnte, sowie die Sizilien-Rundfahrt mit zwei Etappensiegen.
Die erste Austragung der Coppa Sabatini und die Coppa Bernocchi gewann er 1952. Den Gran Premio Ceramisti konnte er 1953 gewinnen, dazu kam der erneute Erfolg in der Coppa Sabatini sowie der Erfolg in der Rennserie Trofeo dell’U.V.I. Mit der Tour d’Europe 1954 gewann er ein längeres Etappenrennen vor Hilaire Couvreur aus Belgien, wobei er eine Etappe gewann. Dazu kamen ein Etappensieg in der Tour de Suisse sowie der Erfolg im Rennen Giro dell’Etna. Seinen letzten Sieg konnte er 1956 auf einer Etappe der Asturien-Rundfahrt verbuchen.
Den Giro d’Italia fuhr er neunmal, beendete alle Rundfahrten. Sein bestes Resultat in der Gesamtwertung war dabei der 5. Platz 1948 beim Sieg von Fiorenzo Magni. Die Tour de France fuhr er 1947 (23. Platz) und 1948 (27. Platz). Insgesamt konnte er 43 Siege in Profi-Radrennen erzielen.
Seit 2002 wird in San Quirico d’Orcia ein nach ihm benannter Radsportwettbewerb organisiert.

## Beruf
Nach Beendigung seiner Laufbahn arbeitete er als Radsporttrainer und Sportlicher Leiter.